# Липница (Загреб)
Липница је насеље у саставу Града Загреба. Налази се у четврти Брезовица. До територијалне реорганизације у Хрватској налазила се у саставу ужег подручја Града Загреба.

## Становништво
На попису становништва 2011. године, Липница је имала 207 становника.

## Попис1991.
На попису становништва 1991. године, насељено место Липница је имало 207 становника, следећег националног састава:
| Попис 1991.‍ | Попис 1991.‍ | Попис 1991.‍ | Попис 1991.‍ | Попис 1991.‍ |
| ----------- | ----------- | ----------- | ----------- | ----------- |
|             |             |             |             |             |
| Хрвати      | Хрвати      |             | 207         | 100%        |
| укупно: 207 |             |             |             |             |